# Ann Grant
Ann-Mary Gwynne Grant z domu Fletcher (ur. 6 maja 1955 w Harare) – zimbabwejska hokeistka na trawie, kapitan reprezentacji, złota medalistka olimpijska.
Wraz z drużyną reprezentowała swój kraj na igrzyskach w Moskwie – w turnieju kobiet wywalczyły pierwsze miejsce, zdobywając jednocześnie pierwszy medal olimpijski w historii występów Zimbabwe na igrzyskach olimpijskich. Zawodniczka klubu Old Hararians z Harare.
Jej braćmi są: Allan i Duncan Fletcher – zawodnicy krykieta.